# Regering-Balladur
De regering–Balladur (Frans: Gouvernement Édouard Balladur) was de regering van de Franse Republiek van 29 maart 1993 tot 17 mei 1995.
| Ambtsbekleder                          | Ambtsbekleder        | Ambtsbekleder               | Functie(s)                                 | Ambtstermijn     | Ambtstermijn     | Partij(en) |
| -------------------------------------- | -------------------- | --------------------------- | ------------------------------------------ | ---------------- | ---------------- | ---------- |
|                                        | Édouard Balladur     | Édouard Balladur (1929)     | Premier                                    | 29 maart 1993    | 17 mei 1995      | PRP        |
|                                        | Charles Pasqua       | Charles Pasqua (1927–2015)  | Minister van Staat                         | 29 maart 1993    | 17 mei 1995      | RPR        |
| Minister van Binnenlandse Zaken        | Charles Pasqua       | Charles Pasqua (1927–2015)  |                                            | 29 maart 1993    | 17 mei 1995      | RPR        |
| Minister van Ruimtelijke Ordening      | Charles Pasqua       | Charles Pasqua (1927–2015)  |                                            | 29 maart 1993    | 17 mei 1995      | RPR        |
|                                        | Pierre Méhaignerie   | Pierre Méhaignerie (1939)   | Minister van Staat                         | 29 maart 1993    | 17 mei 1995      | UDF        |
| Minister van Justitie                  | Pierre Méhaignerie   | Pierre Méhaignerie (1939)   |                                            | 29 maart 1993    | 17 mei 1995      | UDF        |
| Zegelbewaarder                         | Pierre Méhaignerie   | Pierre Méhaignerie (1939)   |                                            | 29 maart 1993    | 17 mei 1995      | UDF        |
|                                        | François Léotard     | François Léotard (1942)     | Minister van Staat                         | 29 maart 1993    | 17 mei 1995      | UDF        |
| Minister van Defensie                  | François Léotard     | François Léotard (1942)     |                                            | 29 maart 1993    | 17 mei 1995      | UDF        |
|                                        | Simone Veil          | Simone Veil (1927–2017)     | Minister van Staat                         | 29 maart 1993    | 17 mei 1995      | DVD        |
| Minister van Volksgezondheid           | Simone Veil          | Simone Veil (1927–2017)     |                                            | 29 maart 1993    | 17 mei 1995      | DVD        |
| Minister van Sociale Zaken             | Simone Veil          | Simone Veil (1927–2017)     |                                            | 29 maart 1993    | 17 mei 1995      | DVD        |
| Minister voor Stedelijke Ontwikkeling  | Simone Veil          | Simone Veil (1927–2017)     |                                            | 29 maart 1993    | 17 mei 1995      | DVD        |
|                                        | Alain Juppé          | Alain Juppé (1945)          | Minister van Buitenlandse Zaken            | 29 maart 1993    | 17 mei 1995      | PRP        |
|                                        |                      | Edmond Alphandéry (1943)    | Minister van Financiën                     | 29 maart 1993    | 17 mei 1995      | UDF        |
| Minister van Economische Zaken         |                      | Edmond Alphandéry (1943)    |                                            | 29 maart 1993    | 17 mei 1995      | UDF        |
|                                        |                      | Michel Giraud (1929–2011)   | Minister van Arbeid en Werkgelegenheid     | 29 maart 1993    | 17 mei 1995      | PRP        |
|                                        | François Bayrou      | François Bayrou (1951)      | Minister van Onderwijs                     | 29 maart 1993    | 3 juni 1997      | UDF        |
|                                        | François Fillon      | François Fillon (1954)      | Minister van Hoger Onderwijs en Wetenschap | 29 maart 1993    | 17 mei 1995      | PRP        |
|                                        | Bernard Bosson       | Bernard Bosson (1947–2017)  | Minister van Transport                     | 29 maart 1993    | 17 mei 1995      | UDF        |
| Minister voor Toerisme                 | Bernard Bosson       | Bernard Bosson (1947–2017)  |                                            | 29 maart 1993    | 17 mei 1995      | UDF        |
|                                        |                      | Hervé de Charette (1938)    | Minister van Huisvesting                   | 29 maart 1993    | 17 mei 1995      | UDF        |
|                                        | Jean Puech           | Jean Puech (1942)           | Minister van Landbouw en Visserij          | 29 maart 1993    | 17 mei 1995      | UDF        |
|                                        | Michel Barnier       | Michel Barnier (1951)       | Minister van Milieu                        | 29 maart 1993    | 17 mei 1995      | PRP        |
|                                        | Dominique Perben     | Dominique Perben (1945)     | Minister van Overzeese Gebiedsdelen        | 29 maart 1993    | 17 mei 1995      | PRP        |
|                                        | André Rossinot       | André Rossinot (1939)       | Minister van Publieke Diensten             | 29 maart 1993    | 17 mei 1995      | UDF        |
|                                        | Alain Carignon       | Alain Carignon (1949)       | Minister van Communicatie                  | 29 maart 1993    | 19 juli 1994     | PRP        |
|                                        | Nicolas Sarközy      | Nicolas Sarkozy (1955)      | Minister van Communicatie                  | 19 juli 1994     | 17 mei 1995      | PRP        |
|                                        | Jacques Toubon       | Jacques Toubon (1941)       | Minister van Cultuur                       | 29 maart 1993    | 17 mei 1995      | PRP        |
|                                        | Gérard Longuet       | Gérard Longuet (1946)       | Minister van Buitenlandse Handel           | 29 maart 1993    | 14 oktober 1994  | UDF        |
| Minister voor Industriële Zaken        | Gérard Longuet       | Gérard Longuet (1946)       |                                            | 29 maart 1993    | 14 oktober 1994  | UDF        |
| Minister voor Telecommunicatie en Post | Gérard Longuet       | Gérard Longuet (1946)       |                                            | 29 maart 1993    | 14 oktober 1994  | UDF        |
|                                        |                      | José Rossi (1944)           | Minister van Buitenlandse Handel           | 14 oktober 1994  | 17 mei 1995      | UDF        |
| Minister voor Industriële Zaken        |                      | José Rossi (1944)           |                                            | 14 oktober 1994  | 17 mei 1995      | UDF        |
| Minister voor Telecommunicatie en Post |                      | José Rossi (1944)           |                                            | 14 oktober 1994  | 17 mei 1995      | UDF        |
|                                        | Michèle Alliot-Marie | Michèle Alliot-Marie (1946) | Minister van Jeugd en Sport                | 29 maart 1993    | 17 mei 1995      | PRP        |
|                                        | Nicolas Sarközy      | Nicolas Sarkozy (1955)      | Minister voor Begrotingszaken              | 29 maart 1993    | 17 mei 1995      | PRP        |
|                                        | Alain Madelin        | Alain Madelin (1946)        | Minister voor Economische Ontwikkelingen   | 29 maart 1993    | 17 mei 1995      | UDF        |
| Minister voor Midden- en Kleinbedrijf  | Alain Madelin        | Alain Madelin (1946)        |                                            | 29 maart 1993    | 17 mei 1995      | UDF        |
|                                        |                      | Michel Roussin (1939)       | Minister voor Samenwerking                 | 29 maart 1993    | 12 november 1994 | PRP        |
|                                        | Bernard Debré        | Bernard Debré (1944–2020)   | Minister voor Samenwerking                 | 12 november 1994 | 17 mei 1995      | PRP        |
|                                        | Philippe Mestre      | Philippe Mestre (1927–2017) | Minister voor Veteranenzaken               | 29 maart 1993    | 17 mei 1995      | UDF        |